# 螨加马蛛
螨加马蛛（学名：Gamasomorpha cataphracta）为卵形蛛科加马蛛属的动物。分布于台湾岛等地。该物种的模式产地在台湾。